# Hypopachus pictiventris
Hypopachus pictiventris es una especie  de anfibios de la familia Microhylidae.

## Distribución geográfica
Se encuentra en Costa Rica y Nicaragua. 

## Estado de conservación
Se encuentra amenazada de extinción por la pérdida de su hábitat natural.